# Херцогът на Еленовата планина (сериал, 1998)
Херцогът на еленовата планина (базирано на оригиналния английския превод „The Duke of Mount Deer“, а в китайския оригинал буквално „Еленът и жертвения триножник Дин“) (на китайски: 鹿鼎記; Лу Дин Дзи); е Хонконгски уся сериал, адаптиран по едноименния романа на Луис Ча. За първи път е излъчен по TVB от 1 юни 1998 г. до 31 юли 1998 г.